# Anna Jankovic
Anna Jankovic (* 15. Dezember 1961 in Wien) ist eine österreichische Diplomatin. Sie ist seit 2022 Botschafterin der Republik Österreich im Königreich Marokko an der österreichischen Botschaft in Rabat.

## Berufsweg
Anna Jankovic wurde am 15. Dezember 1961 in Wien geboren. Sie absolvierte von 1980 bis 1985 ein Studium der Rechtswissenschaften an der Universität Wien. Jankovic schloss 1987 das Doktoratsstudium mit der Promotion ab. Weiters wurde sie an der Diplomatischen Akademie Wien ausgebildet.
Nach ihrer Promotion trat Jankovic ins österreichische Bundesministerium für auswärtige Angelegenheiten ein. Mit Stage an der Österreichischen Botschaft Addis Abeba durchlief sie bis 1990 verschiedene Abteilungen des Ministeriums. Von 1990 bis 1993 wurde Jankovic der Botschaft in Belgrad und anschließend bis 1996 der Botschaft in Canberra zugeteilt. Von 1997 bis 2000 war sie in Mutterschaftskarenz.
Jankovic arbeitete von 2000 bis 2005 in der Abteilung für allgemeines Völkerrecht im Völkerrechtsbüro des Außenministeriums. Danach übernahm sie die Leitung des Österreichischen Kulturforums Belgrad. Im Jahr 2010 kehrte sie in die Abteilung für Menschenrechte im Völkerrechtsbüro des Ministeriums zurück.
Im März 2017 wurde Anna Jankovic zur Botschafterin in Montenegro berufen. Seit Jänner 2022 ist sie Botschafterin in Marokko.

## Privates
Jankovic ist verheiratet und Mutter von zwei Kindern. Sie spricht neben Englisch auch Französisch und Serbisch und hat Grundkenntnisse in Spanisch sowie Italienisch.